# Deubachshof
Deubachshof ist ein früheres landwirtschaftliches Gut und heutiges Industriegebiet im Gebiet der Gemeinde Krauthausen im Wartburgkreis in Thüringen.

## Lage
Deubachshof liegt westlich von Eisenach und südwestlich von Krauthausen unmittelbar nördlich der Bundesautobahn 4 und an der Bundesstraße 7 Eisenach-Kassel. Von der B7 zweigt in der Gemarkung Deubachshof die Landesstraße 1017 (ehemals: Bundesstraße 7a) in Richtung Pferdsdorf-Spichra und Herleshausen ab. Die geographische Höhe des Ortes beträgt 270 m ü. NN.

## Geschichte

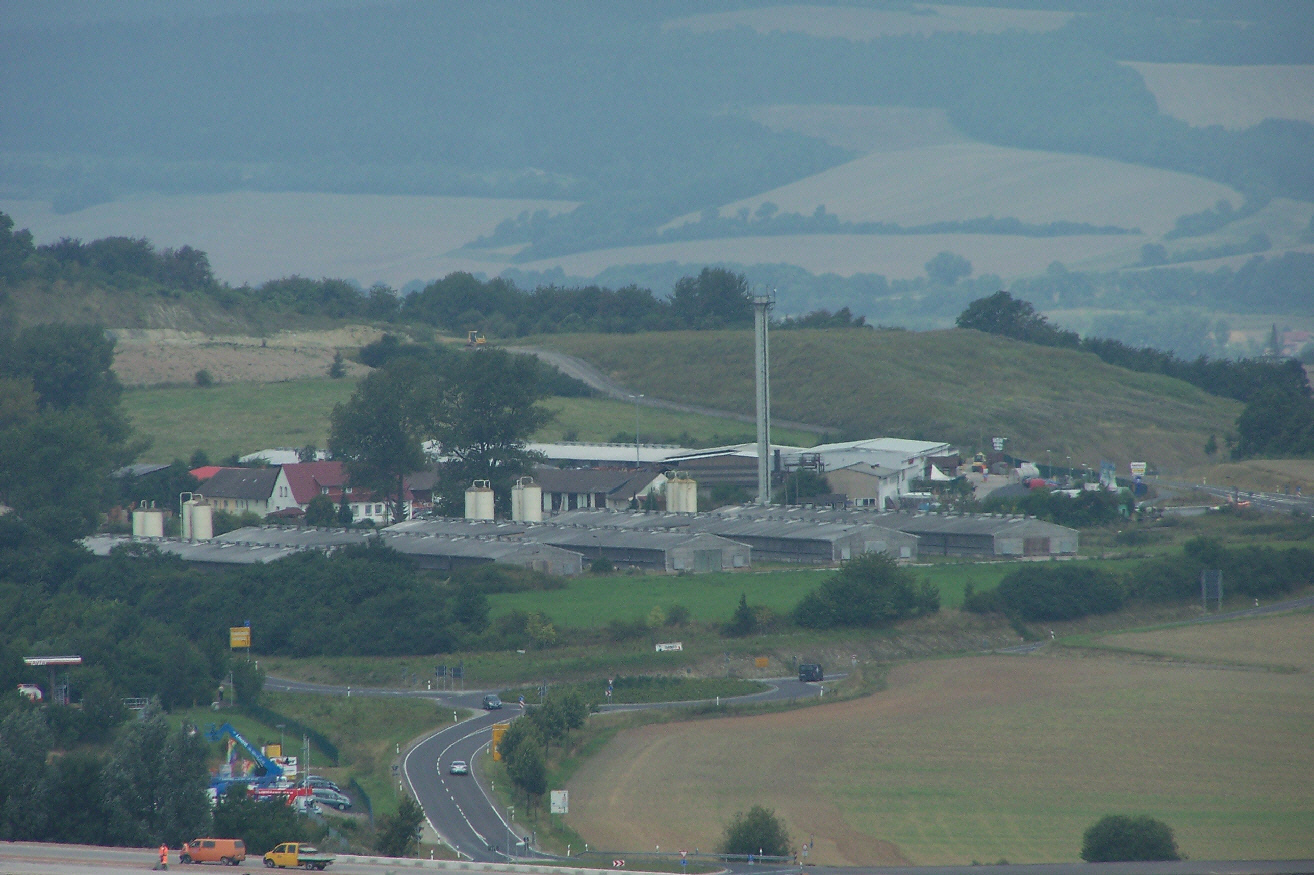
Teilansicht

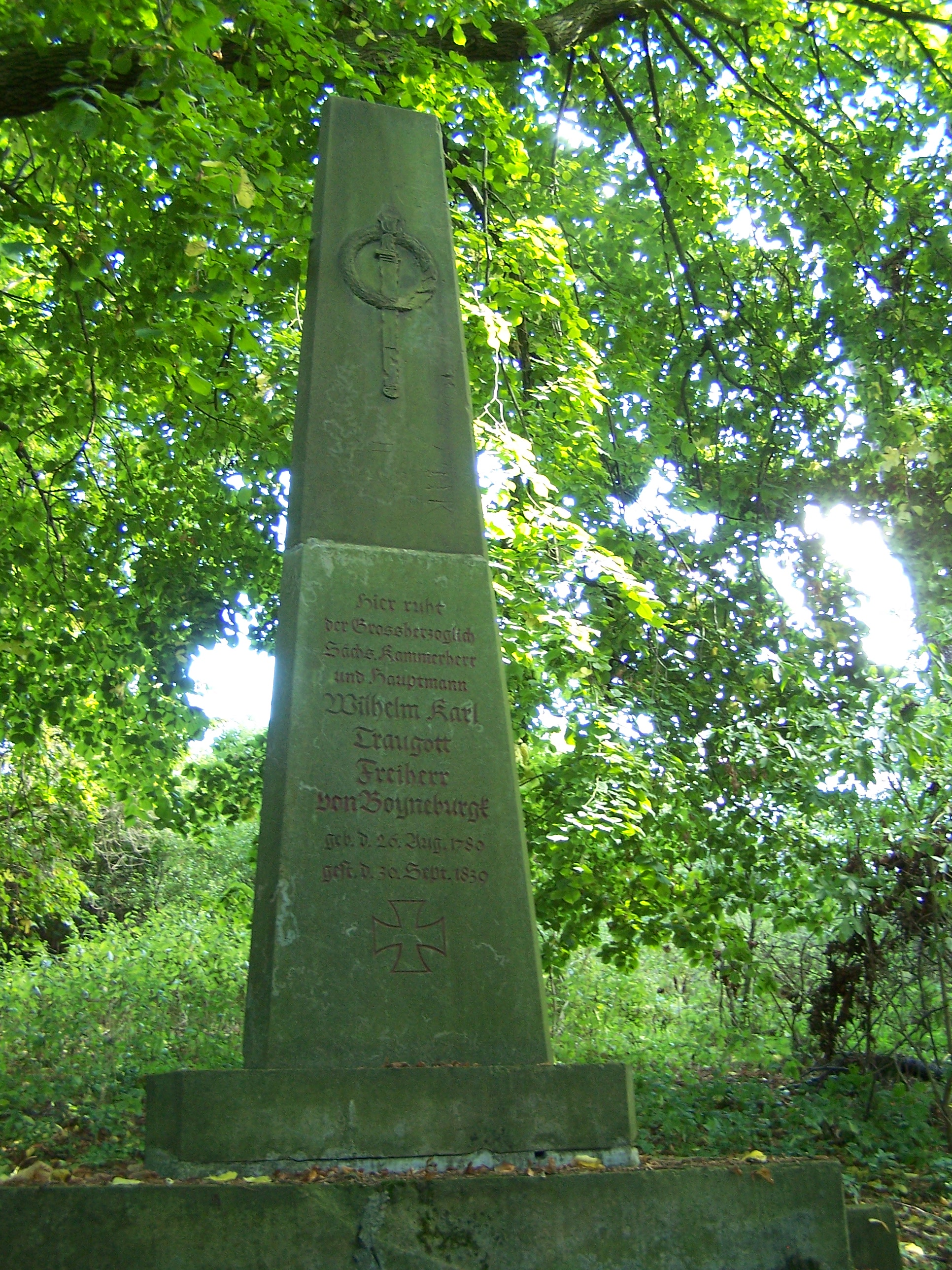
Das wieder aufgebaute Boyneburgkdenkmal auf dem Hörschelberg

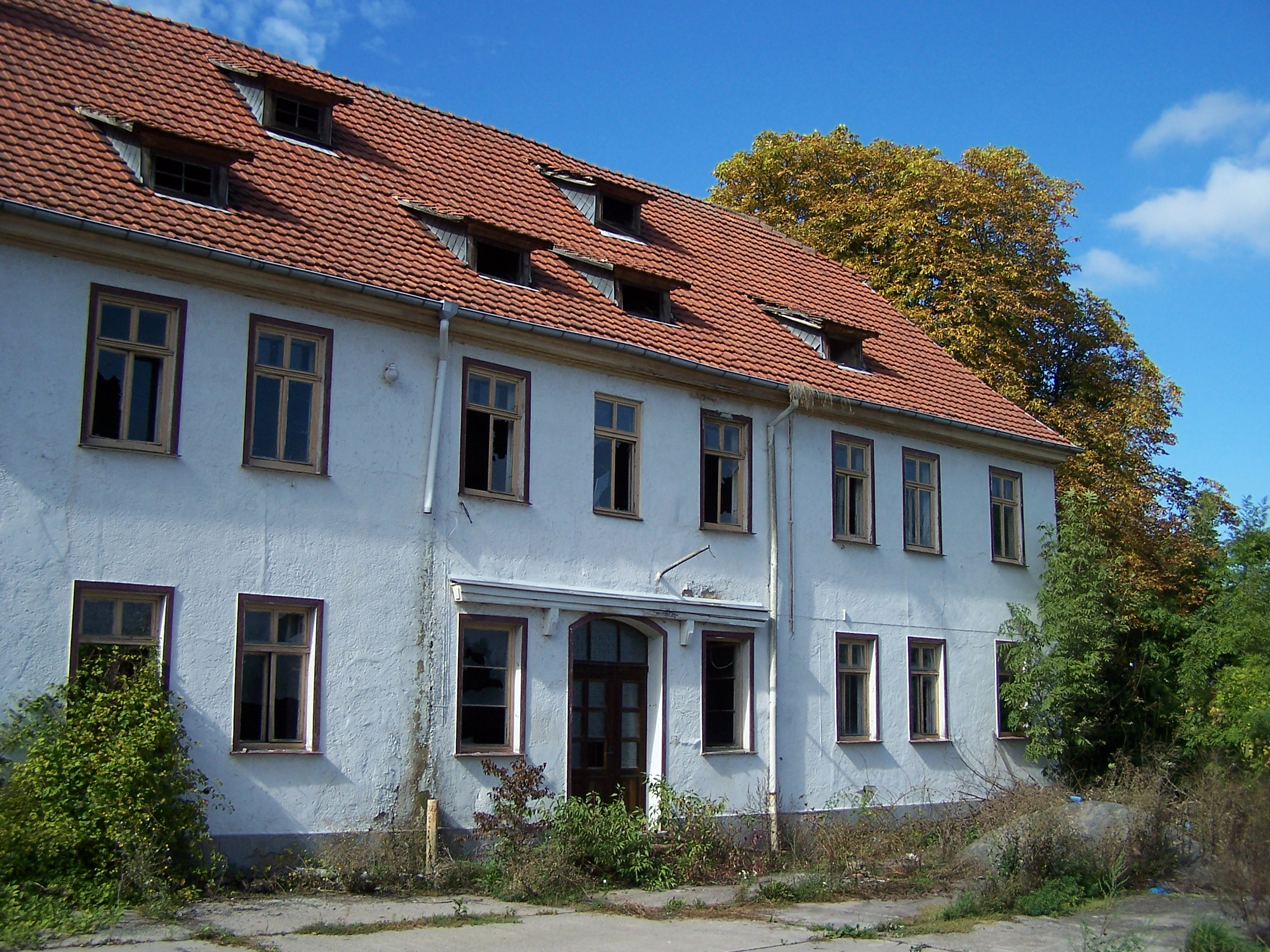
Gutshaus

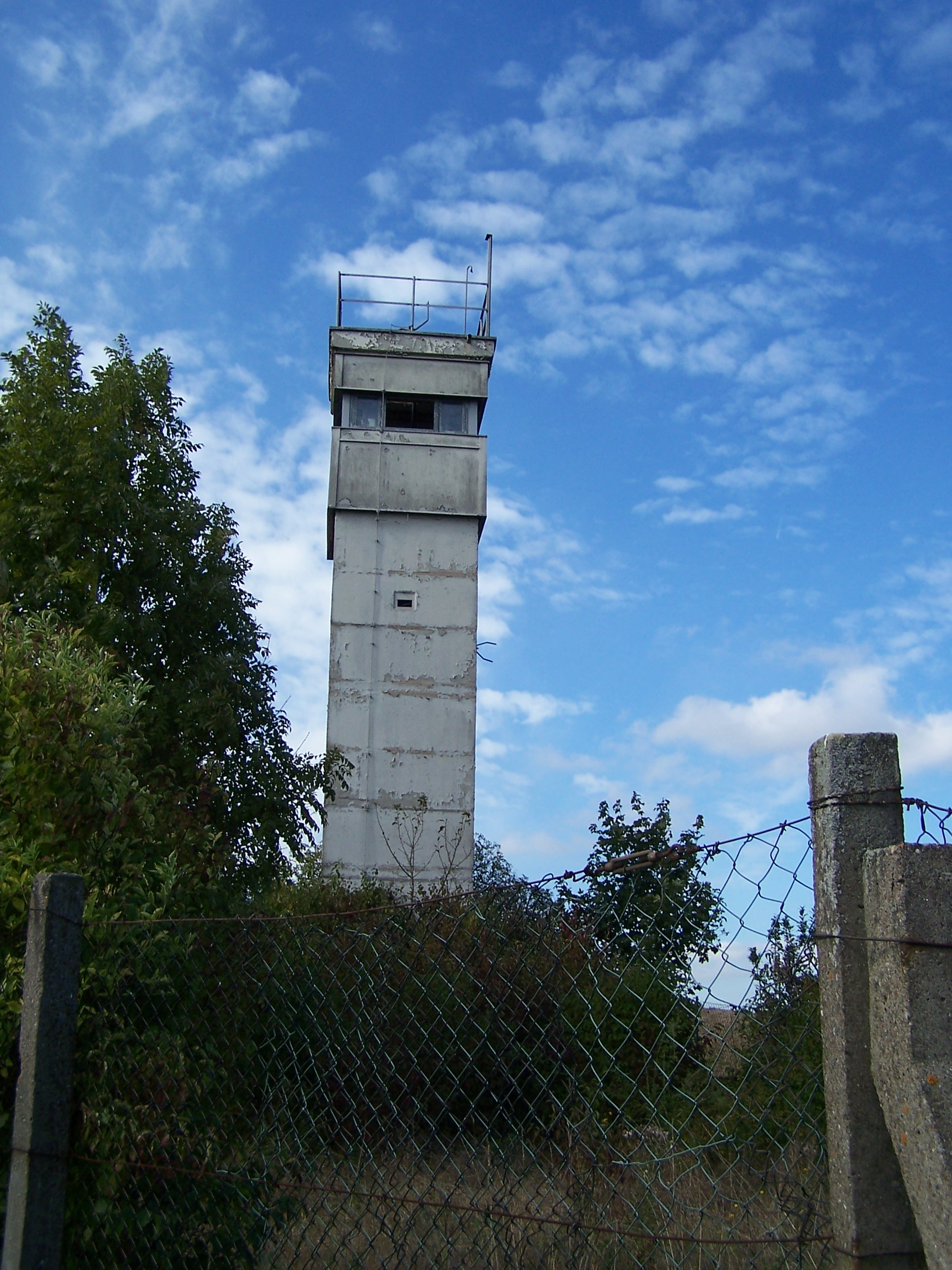
DDR-Wachturm 300 m westlich vom Gutshaus

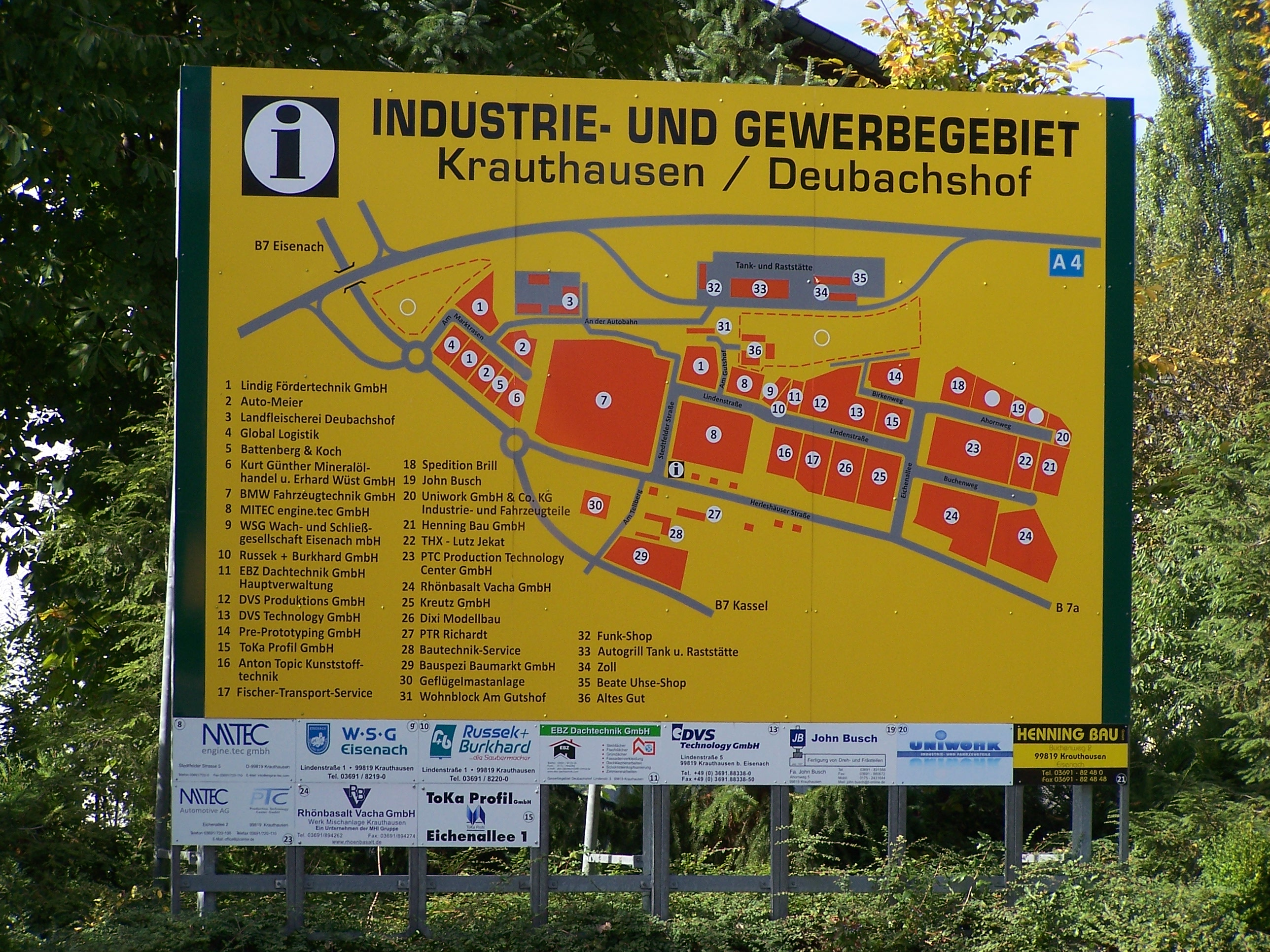
Infotafel zum Industriegebiet

Der heutige Deubachshof und die zugehörigen Ländereien waren seit dem Mittelalter dem Amt Creuzburg zugehörig.
Das Lehensrecht übte bis zur Säkularisation das Kloster Hersfeld aus. Die in Stedtfeld ansässige Adelssippe der Hovemeister, ein Ministerialengeschlecht der Thüringer Landgrafen, waren vermutlich die Begründer des Deubachshofes. In der Stedtfelder Chronik wird erwähnt: die Hälfte (des Dorfes Stedtfeld), welche Heinrich Hovemeister geerbt hatte, ging über dessen Tochter Adelheid 1420 an Hermann von Boyneburgk, welcher auch seines Schwiegervaters Anteile aufkaufte und 1454 von Hersfeld belehnt wurde

„… mit Schloss und Dorf Stedtfeld nebst den Höfen und Wüstungen Rangen (Rangenhof), Deubach (dieses hatte Hermann von Boyneburgk von Balthasar von Nesselröden wieder eingelöst), Neuendorf, Schnepfenthalshof (Schnepfenhof), mit allen ihren Gerichten und Rechten, geistlich und weltlich, oberst und niederst, mit Schenkstätten, Triften, Jagden, an Nutzen, Ehren, Freiheiten Würden und Gerechtigkeiten, sie seyen an Holz, Feld, Acker, Wiesen, Wasser Weiden, Teichen, Gruben (Bergwerken), und mit allen Gerechtigkeiten, so das Stift (Hersfeld) im Gericht Stedtfeld und den daran liegenden Dörfern gehabt hat.“

Hermann Hovemeister verpfändete bereits 1369 seine Hälfte zeitweise an Heinrich von Nesselröden, Johann von Creutzburg, Johann und Fritz von Frymar und Johann Gottschalk.
Der Deubachshof befand sich seit dem 16. Jahrhundert im alleinigen Besitz der Familie von Boyneburgk zu Stedtfeld. Diese wohnten jedoch meist in ihren Stedtfelder Schlössern, während auf dem Deubachshof Pächter eingesetzt wurden. Zu den bekanntesten Besitzern des Deubachshofes zählte der Kriegsveteran August von Boyneburgk, ein ihm gewidmetes Denkmal wurde auf dem Hörschelberg, etwa 1500 Meter westlich vom Gutshof errichtet.
Die bereits vor Kriegsausbruch begonnenen Vorbereitungsarbeiten an der Autobahntrasse zwischen Herleshausen und Eisenach hatten den Deubachshof noch nicht betroffen, jedoch befand sich am benachbarten Ramsborn bei Eisenach ein Sonderlager mit Quarantänestation für Kriegsgefangene. Während des Krieges mussten Zwangsarbeiter und Kriegsgefangene, die im Eisenacher Kasernengelände Am Ludendorfwall (etwa 2 km östlich) untergebracht waren in der Landwirtschaft „aushelfen“.
Mit der Enteignung der Großgrundbesitzer nach dem Zweiten Weltkrieg verließen die Boyneburgks ihre thüringischen Besitzungen. Zunächst wurden Neubauern und Flüchtlinge auf dem Deubachshof untergebracht. Deubachshof wurde nach 1945 ein Volkseigenes Gut. Die dicht am Gut vorbeiführende Pferdsdorfer Straße wurde von den Siegermächten zur Transitstraße nach West-Berlin  bestimmt und erhielt somit eine enorme strategische Bedeutung.
Die Flur des Hofes wurde 1952 im Zusammenhang mit der Umorganisation der landwirtschaftlichen Betriebe im Kreis Eisenach von Stedtfeld nach Krauthausen umgemeindet.
Neben dem Feldbau und der Weidewirtschaft wurde als dritte Säule eine Geflügelzucht am Deubachshof etabliert. Die ab 1960 am Südhang des benachbarten Tellberges erbauten Hühnerställe wurden in den 1970er Jahren nochmals erneuert und in der Kapazität beträchtlich erweitert. Das volkswirtschaftliche Ziel war eine Hähnchenmast-Anlage mit einer Kapazität von etwa 520.000 Brathähnchen (im damaligen DDR-Sprachgebrauch als Broiler bezeichnet). Die Mastgänseproduktion wurde durch Kooperation mit einem Geflügelbetrieb in Wenigenlupnitz erweitert. In einer vom Deubach gefluteten Senke wurde dafür zeitweise die Gänsehaltung erprobt.
Ab August 1961 war der Besuch des Deubachshofes nur noch mit Passierschein gestattet, an der Straße von Eisenach nach Creuzburg befand sich zunächst ein mit Schlagbaum versehener Posten der Grenzpolizei, er wurde nach 1975 an die Straßenkreuzung beim Deubachshof verlagert und diente auch der Überwachung des Transitverkehrs.
Der Ausbau der Autobahn 4 war mit der Errichtung der Werratalbrücke Hörschel und dem Bau der Grenzübergangsstelle Wartha verbunden. Die Vorarbeiten begannen 1982 und hatten die Ausweitung des Sperrgebietes bis zur Eisenacher Autobahnmeisterei am Mosewald zur Folge.
Das Gelände der Autobahn und der heutige Rasthof Eisenach wurden hermetisch überwacht, am Nordrand des Geländes kann man noch einen original erhaltenen Wachturm, Gittermasten mit Scheinwerfern am LKW-Parkplatz (Zollbereich) und Reste der Umzäunung betrachten.
Als Folge der Grenzöffnung im November 1989 wurde der Deubachshof wieder aus dem Sperrgebiet entlassen, der benachbarte Geflügelmastbetrieb hatte bereits in den 1970er Jahren durch den Bau von zwei Wohnhäusern zur Vergrößerung der Siedlung geführt. Nach 1990 entstanden weitere Häuser und die Anlage eines Gewerbegebietes ab 1992. Das ursprüngliche Gehöft Deubachshof wurde durch die Randlage als Landwirtschaftsbetrieb unbrauchbar und wird zum Verkauf angeboten. Das 65 Hektar große Gewerbegebiet ist voll belegt und brachte Arbeitsplätze für die Stadt Eisenach und das Umland. Als bedeutendster Betrieb hat sich die BMW Fahrzeugtechnik GmbH angesiedelt.
Im Jahr 2010 wurde mit der Nordverlegung der Bundesautobahn 4 am Deubachshof ein Großprojekt des Verkehrswegeplanes Deutsche Einheit abgeschlossen. In der Nähe des Gutes wurde 2013 das erste Solarkraftwerk der Gemeinde Krauthausen an der Autobahn aufgebaut.
2016 verkaufte die Gemeinde Krauthausen den verfallenen früheren Gutshof an einen benachbarten Industriebetrieb, der den Abriss der historischen Bausubstanz plant.